# Böblingen
Böblingen (in alemanno Beblenga) è una città tedesca di 51 460 abitanti, situata nel Land del Baden-Württemberg, capoluogo dell'omonimo circondario.

## Economia
È la città dove ha sede la casa automobilistica Smart.

## Amministrazione

### Gemellaggi
- Pontoise, dal 1956
- Sittard-Geleen, dal 1962
- Bergama, dal 1967
- Glenrothes, dal 1971
- Krems an der Donau, dal 1972
- Alba, dal 1985
- Sömmerda, dal 1988